# Ilze Scamparini
Ilze Lia Scamparini (Araras, 26 dicembre 1958) è una giornalista brasiliana.
È l'attuale corrispondente dall'Italia e dal Vaticano per Rede Globo.

## Biografia
Di ascendenza italiana, Ilze Scamparini è nata ad Araras, in Brasile, nel 1958. Nel 1982 ha conseguito la laurea presso la Pontificia Università Cattolica di Campinas (PUCCAMP).
Oltre al portoghese nativo, parla italiano, spagnolo e inglese.